# Юлиус, Анатолий Михайлович
Анатолий Михайлович Юлиус (фр. Anatole Julius; 21 августа (2 сентября) 1897, Одесса — 19 июня 1977, Париж) — русский поэт, мемуарист, инженер-изобретатель.

## Биография
Родился 21 августа (по старому стилю) 1897 года в Одессе в состоятельной еврейской семьи. Отец — одесский купец, инженер-химик Михаил Абрамович Юлиус (1864—1942), был вместе со своим отцом хозяином макаронной и пробковой фабрики, располагавшейся в Одессе по адресу: улица Староконстантиновская, дом № 2; директор правления акционерного общества «Адольф Вейсман и Ко», основанного в 1900 году в Одессе для постройки заводов сельскохозяйственных машин; в эмиграции во Франции. Мать — Агата Адольфовна Вейсман (ум. ок. 1942), дочь одесского промышленника. Дед, одесский фабрикант Абрам Михайлович Юлиус (1836—1900), был членом Общества для распространения просвещения между евреями в России. Другой дед, Адольф (Абрам) Вейсман, бывший австрийский подданный, которому было дозволено ведение торговли по первой гильдии в Одессе и которому позже удалось принять российское подданство, был основателем одесского торгового дома «Адольф Вейсман и Ко» (1881, и впоследствии на его основе акционерного общества), первоначально занимавшегося производством цемента и других строительных материалов, затем также поставками мельничных и сельскохозяйственных машин, электротехники, экспортом зерна и хлеботорговлей, и располагавшегося в доме № 11—14 на улице Кондратенко (угол Польской); был представителем фирмы «Артур Коппель» на юге России.
Образование получил в Одессе, где окончил реальное училище. Осенью 1915 года поступил на естественное отделение физико-математического факультета Новороссийского университета. В 1916 году вступил вольноопределяющимся в армию. В начале 1918 года вернулся в университет. В 1919 году сражался в армии А. И. Деникина.
В 1919 году эвакуирован из Крыма в Болгарию. С оркестром объездил всю Европу. Затем из Вены переехал во Францию, где жили его родители. Принял французское гражданство. Окончил «старый» медицинский факультет в Париже около станции метро Одеон. Работал три года в госпитале Брока у профессора Видаля. Одновременно учился на физико-химическом отделении естественного факультета Парижского университета, который окончил в 1925 году. Учился в Высшей школе гражданских инженеров. Работал в офтальмологическом госпитале, затем по окончании университета работал как инженер-химик в Сен-Валентине (департамент Эндр). В 1938 году вошёл в комиссию по секретным исследованиям о газах, бомбах и гранатах под руководством герцога де Суфролкского. В мае—июне 1940 года пытался уехать из оккупированной части Франции в Англию, но из-за невозможности уехать с семьей (малая вместимость противоторпедного катера) остался во Франции. В сентябре 1940 возвратился в Париж. Мобилизован во французскую армию, продолжал заниматься секретными химическими исследованиями. Активный участник движения Сопротивления. Награждён медалью Сопротивления.
После войны состоял президентом Англо-французской комиссии по физико-химическим исследованиям о газах, бомбах и гранатах. Автор ряда научных открытий, специалист по окислению и пластическим материалам. В течение 10 лет владелец патентного бюро. 30 лет занимал пост директора одного из заводов по производству лаков и красок в Сен-Бернаре, где первоначально работал инженером.
В 1965 году посвящён в масоны в русской парижской ложе «Северная звезда» Великого востока Франции, был её последним секретарём. После закрытия «Северной звезды» и перехода её членов в ложу «Астрея» (1972 год) занимал должности архивиста, секретаря и оратора. С 1969 по 1970 годы — член правления, 1971—1973 годах — секретарь, в 1973—1975 годах генеральный секретарь (правления) общества «Быстрая помощь».

## Семья
С 1928 года был женат на Нине Маршак — внучке купца первой гильдии, потомственного почётного гражданина, ювелира Иосифа Абрамовича Маршака (1854—1918), племяннице мемуариста, масона Александра Осиповича Маршака (1892—1975). Дети: Надин (в замужестве Арие, род. 14 сентября 1937); Андрэ (род. 13 августа 1933), доктор медицины, оба члены масонских лож в Париже.
Брат — Константин Артур Михайлович Юлиус (1903—?).

## Литературное творчество
Писатель, прозаик, поэт. В 1922 году выступил с чтением своих стихов на вернисаже выставки «Тринадцать», организованной группой «Гатарапак». В 1923—1924 годах входил в литературно-художественное объединение «Через», читал на собраниях свои новые произведения. В мае 1925 при воссоздании в Париже Клуба молодых литераторов вошёл в его правление. С 1925 года первый секретарь Союза молодых писателей и поэтов в Париже. В конце 1920-х член редакции «Нового дома», затем «Нового корабля». Жил на Монмартре у художника К. Терешковича, который написал его портрет, впоследствии утерянный. В 1966 году сотрудничал с Союзом русских писателей и журналистов в Париже. Сотрудничал в газете «Русская мысль», журнале «Современник» (Торонто). Автор мемуарного очерка «Русский литературный Париж 20-х годов» («Современник». 1966. № 13. С. 84—90). На вечере, организованном Союзом русских писателей и поэтов в Париже и посвящённом памяти А. С. Гингера, выступил с воспоминаниями о поэте (1966).